# Ercta (arna)
Ercta és un gènere d'arnes de la família Crambidae.

## Taxonomia
- Ercta dixialis Snellen, 1895
- Ercta elutalis (Walker, 1859)
- Ercta pedicialis Snellen, 1895
- Ercta scotialis Hampson, 1912
- Ercta trichoneura Hampson, 1912
- Ercta vittata (Fabricius, 1794)